# Inkwizycja portugalska
Inkwizycja portugalska – określenie odmiany katolickiej inkwizycji, czyli instytucji sądowej powołanej do ścigania heretyków, działającej w Portugalii i jej koloniach w latach 1536–1821. Była ona wzorowana na inkwizycji hiszpańskiej.

## Historia
Przyczyną powstania inkwizycji portugalskiej były, podobnie, jak w Hiszpanii, konflikty między chrześcijanami pochodzenia portugalskiego („starzy chrześcijanie”) a chrześcijanami pochodzenia żydowskiego (tzw. nowi chrześcijanie), których podejrzewano o potajemne wyznawanie judaizmu. Problemy te nasiliły się, gdy w 1492 do Portugalii przybyło ok. 30 tysięcy żydów wygnanych z Hiszpanii, podwajając miejscową społeczność żydowską. W 1497 król Portugalii Manuel I Szczęśliwy zdecydował się na ten sam krok, co pięć lat wcześniej Hiszpania, nakazując wszystkim żydom opuszczenie kraju lub przyjęcie chrztu. W czasie realizacji edyktu doszło jednak do wielu aktów przemocy wobec żydów i zmuszania ich do przyjęcia chrztu. W rezultacie doszło do powstania w Portugalii licznej społeczności tzw. „nowych chrześcijan”, których podejrzewano o potajemne wyznawanie judaizmu. W 1506 w Lizbonie doszło do pogromu „nowych chrześcijan”, a począwszy od 1515 władze Portugalii zaczęły zabiegać w Rzymie o zgodę na utworzenie inkwizycji na podobnych zasadach jak w Hiszpanii. 23 maja 1536 papież Paweł III wyraził w końcu zgodę i mianował franciszkanina Diogo da Silva inkwizytorem generalnym Portugalii, jednocześnie jednak wprowadził trzyletnie moratorium na jej działalność. Pierwsze auto da fe odbyło się 20 września 1540 w Lizbonie, a niedługo potem działało w Portugalii już sześć trybunałów (ich liczbę zredukowano później do trzech). Konwertyci, którzy byli wpływową i zamożną społecznością, podjęli jednak w Rzymie skuteczną kontrakcję. W 1544 papież zawiesił działalność inkwizycji, polecając swemu nuncjuszowi zbadanie doniesień o jej nadużyciach. Po serii zabiegów dyplomatycznych w 1547 działalność inkwizycji za zgodą papieża wznowiono. W maju tego roku ogłoszono generalną amnestię dla konwertytów za przeszłe występki, włączając anulowanie wszystkich kar (w tym zwrot konfiskat), z zaznaczeniem, że w stosunku do czynów popełnionych po tej dacie inkwizycja ma pełne prawo do działania. 16 lipca 1547 papież wydał bullę ostatecznie określającą strukturę portugalskiej inkwizycji. Rozpętane wówczas prześladowania konwertytów spowodowały falę ich migracji do Hiszpanii, a także innych krajów (zwł. Holandii). W 1560 utworzono osobny trybunał w Goa w Indiach Portugalskich.

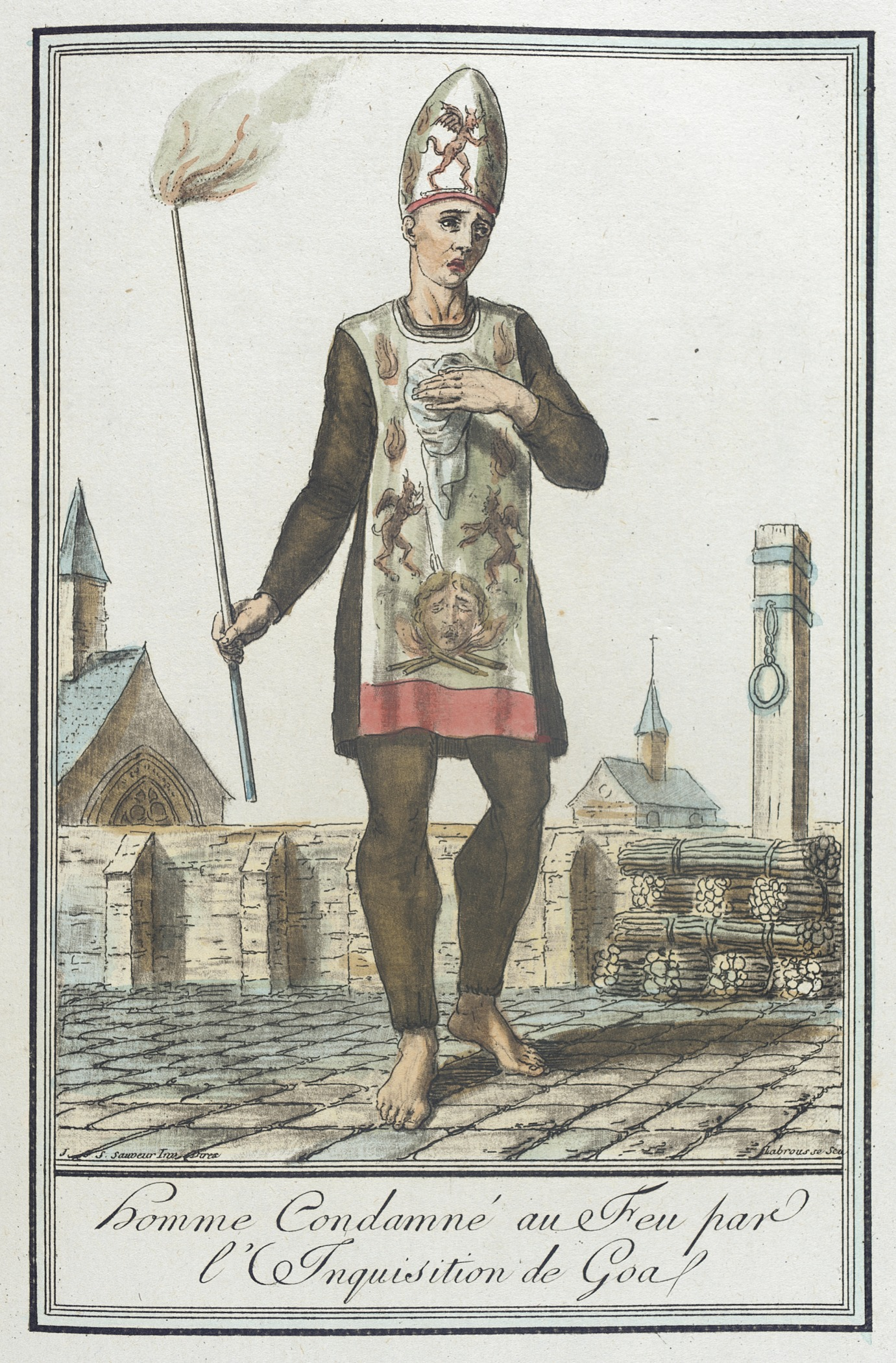
Skazany na stos przez trybunał w Goa. Ilustracja Jacques’a Grasset de Saint-Sauveur (koniec XVIII w.)

W latach 1539–1579 na czele portugalskiej inkwizycji stał kardynał Henryk Aviz, wywodzący się z dynastii panującej. W 1578, na skutek przedwczesnej śmierci innych męskich przedstawicieli dynastii, wstąpił na tron królewski jako król Henryk I Kardynał (1578–1580). Po jego śmierci w 1580 Portugalia została połączona unią personalną z Hiszpanią na okres 60 lat (1580–1640), jednak nie zachwiało to w żaden sposób niezależnością portugalskiej inkwizycji.
Żydowscy konwertyci pozostawali głównym celem inkwizycji portugalskiej przez niemal cały okres jej istnienia. Natężenie tych represji było jednak różne. Ponieważ bankierzy żydowskiego pochodzenia odgrywali ważną rolę w gospodarce kraju, od czasu do czasu udawało im się wyjednać dekrety amnestyjne (np. w 1604). W 1674 papież Klemens X pod wpływem doniesień o nadużyciach inkwizycji zawiesił jej działalność i polecił wszczęcie śledztwa, które zakończyło się złagodzeniem pewnych rygorów proceduralnych. Po wznowieniu działalności w 1682 zauważalne jest zmniejszenie surowości ogłaszanych przez nią wyroków. Mimo to portugalska inkwizycja kontynuowała intensywną działalność przeciwko konwertytom aż do połowy XVIII wieku, kiedy ograniczyły ją reformy ministra Pombala z lat 1768–74, wprowadzające m.in. równouprawnienie konwertytów.
To właśnie za rządów Pombala w latach 60. XVIII wieku uprawnienia portugalskiej Inkwizycji zostały znacznie okrojone. Odebrano jej kompetencje policyjne i prawo cenzury książek, które przejęły inne urzędy. Na czele Inkwizycji Pombal postawił swojego brata, kardynała Paulo de Carvalho. Była to część szerszych reform kościelnych w duchu absolutyzmu i jansenizmu, które zmierzały do podporządkowania portugalskiego Kościoła państwu. 
Trybunał inkwizycyjny w Goa został zniesiony po raz pierwszy 20 stycznia 1774, oficjalnie z przyczyn finansowych, ale 4 kwietnia 1778 ponownie powołano go do życia. Ostatecznie zniesiono go 16 czerwca 1812. Trybunały działające na terenie samej Portugalii zniesiono natomiast 5 kwietnia 1821.

## Organizacja
Organizacja portugalskiej inkwizycji od 1547 była zbliżona do hiszpańskiej. Również tu na jej czele stał inkwizytor generalny, który przewodniczył Najwyższej Radzie Inkwizycji. Radzie podlegały cztery trybunały lokalne (w nawiasach daty utworzenia i zniesienia):
- Evora (1536–1821)
- Lizbona (1539–1821)
- Goa w Indiach (1560–1774, 1778–1812)
- Coimbra (1541–1547, 1565–1821)

W latach 1541–1547 istniały jeszcze trybunały w Porto, Tomar i Lamego.

## Statystyki wyroków
Archiwa inkwizycji portugalskiej, z wyjątkiem trybunału goańskiego, to jedne z najlepiej zachowanych archiwów sądowych epoki wczesnonowożytnej. Portugalski historyk Fortunato Almeida zebrał zachowane dane o publicznych autos da fe przeprowadzonych przez wszystkie trybunały w latach 1536–1794, osiągając następujące wyniki:
| Trybunał | Liczba autos da fe (okres) | Egzekucje in persona | Egzekucje in effigie | Inne kary | Suma  |
| -------- | -------------------------- | -------------------- | -------------------- | --------- | ----- |
| Lizbona  | 248 (1540–1794)            | 461                  | 181                  | 7024      | 7666  |
| Evora    | 164 (1536–1781)            | 344                  | 163                  | 9466      | 9973  |
| Coimbra  | 277 (1541–1781)            | 313                  | 234                  | 9000      | 9547  |
| Goa      | 71 (1600–1773)             | 57                   | 64                   | 4046      | 4167  |
| Tomar    | 2 (1543–1544)              | 4                    | 1                    | 17        | 22    |
| Porto    | 1 (1543)                   | 4                    | 21                   | 58        | 83    |
| Lamego   | 0                          | 0                    | 0                    | 0         | 0     |
| Suma     | 763                        | 1183                 | 664                  | 29611     | 31458 |

Powyższe zestawienie z pewnością nie jest jednak kompletne. Nie uwzględnia ono co najmniej piętnastu autos da fe w Lizbonie w okresie okupacji hiszpańskiej ani auto da fe w Porto w 1544, pomija także sprawy zakończone bez publicznego skazania na auto da fe. Badania Francisco Bethencourta w archiwach inkwizycji portugalskiej wykazały, że do roku 1767 trybunał w Lizbonie rozpatrzył 9726 spraw, trybunał w Evorze 11050 spraw, a trybunał w Coimbrze 10374 sprawy (łącznie 31150 spraw). Bethecourt podaje także większą o 169 liczbę wyroków śmierci wydanych przez trybunał lizboński (tj. 811), niestety nie rozróżnia w swym zestawieniu egzekucji in persona od egzekucji in effigie.
Największe luki dotyczą jednak trybunału w Goa. W przeciwieństwie bowiem do trybunałów działających w Europie, archiwa inkwizycji goańskiej zostały w przeważającej mierze zniszczone po zniesieniu tamtejszego trybunału w 1812 roku. Do naszych czasów zachowało się jedynie około 2000 najważniejszych dokumentów trybunału (m.in. jego korespondencja z władzami inkwizycji w Lizbonie) i kilka opracowań statystycznych sporządzonych w XVII–XIX wieku przez urzędników inkwizycji. Zamieszczona przez Almeidę lista 71 autos da fe oparta jest na jednym z takich opracowań, jednak nie obejmuje ona w ogóle XVI stulecia, a dla późniejszego okresu jest prawdopodobnie niekompletna. Na podstawie protokołów z inwentaryzacji wiadomo, że do 1774 trybunał w Goa rozpatrzył łącznie aż 16202 sprawy. Wiadomo nadto, że w końcowym okresie działalności (1782–1812), gdy publiczne autos da fe już się nie odbywały, trybunał goański rozpatrzył kolejnych 965 spraw, z których żadna nie zakończyła się wyrokiem śmierci. Francisco Bethencourt podaje, że w początkowym okresie działalności inkwizycji w Goa (1560–1605) przeprowadziła ona 1831 procesów i wydała 103 wyroki śmierci, nie precyzując jednak, ile z nich wykonano. Ogółem podsumował on ten trybunał na 13667 formalnych procesów do roku 1767 i 199 wyroków śmierci, zarówno in persona jak i in effigie, jednak biorąc pod uwagę, że los wielu podsądnych pozostaje nieznany, na podstawie ekstrapolacji danych ocenił, że rzeczywista liczba wyroków śmierci mogła wynieść ok. 645.
Ogółem Bethencourt ocenił, że w ciągu całego okresu swej działalności inkwizycja portugalska przeprowadziła ponad 50 tysięcy procesów i wydała około dwóch i pół tysiąca wyroków śmierci, zarówno in persona jak i in effigie. Jeśli szacunek ten jest bliski prawdy, to liczbę faktycznie straconych przez portugalską inkwizycję można oszacować na ponad półtora tysiąca.